# Donde está el corazón
Donde está el corazón es una película dirigida por John Boorman en 1990.

## Argumento
Stewart McBain Dabney Coleman es un magnate inmobiliario que se pasa la vida derruyendo viejos edificios para construir nuevas viviendas. Todo marcha según lo planeado en la nueva subdivisión de su empresa, hasta que un grupo protesta por el derribo de un solitario, feo y viejo edificio. Cuando los medios de comunicación acuden a cubrir la noticia, McBain aparece en la televisión de muy malos modos, y hasta su familia le ridiculiza. Pero él tendrá una venganza preparada...
- Datos: Q1217733